# Marcelino Islas Hernández
Marcelino Islas Hernández (Las Arboledas, Atizapán de Zaragoza, 1984) es un director, escritor, editor y productor de cine mexicano. Es reconocido por dirigir las películas Martha (2010), La Caridad (2015) y Clases de Historia (2018), las cuales han formado parte de muestras como Festival Internacional de Cine de Venecia, Festival Internacional de Cine de Roma, Tokio International Film Festival, Festival Internacional de Cine en Guadalajara, Los Cabos International Film Festival, Guanajuato Film Festival, Kerala Film Festival, Munich Film Festival entre otros.
Sus dos películas estrenadas han sido ganadoras del premio Ariel en la categoría de Mejor Actriz por las actuaciones de Magda Vizcaíno y Verónica Langer.
Islas Hernández se caracteriza por realizar relatos mínimos, sensibles y cotidianos alrededor del aislamiento, la frustración, la vejez y la monotonía. Martha (2010) tiene como protagonista a una solitaria archivista en una aseguradora que un buen día prescinde de sus servicios, debido a la nueva tecnología. El encuentro con una joven encargada de digitalizar los papeles de la empresa pasará de la desconfianza a la complicidad.
A su vez, en La caridad (2015), un matrimonio que acababa de cumplir su trigésimo aniversario sufre un accidente automovilístico que no solo provoca que él pierda una pierna, sino que pone de manifiesto una crisis soterrada desde hace años atrás, llena de rutinas y vulgaridades (un éxito de los Hermanos Carrión sonando con insistencia, el programa matutino en la televisión, un cuadro tosco y odiado colgado en la sala). La llegada de una atractiva enfermera con su propia historia de relaciones efímeras representará la fantasía inalcanzable.
En Clases de historia (2019) de nueva cuenta retorna a esos terrenos, con la sorpresa de que en esta ocasión nos confronta con la manera la juventud cuestiona, se apoya y con ello, rejuvenece a aquellos con los que toma contacto.
Su última película, Mi novia es la revolución (2021), es un trabajo distinto a los anteriores del director, pero sólo en la forma de acercarse a su protagonista, en los hechos continúa siendo una exploración del mundo femenino, permitiendo ahora que la misma tenga toda una vida para continuar explorando y no sólo aprovechar sus últimos años. Y que lo cierre en esa fiesta de XV años cuyo significado cobra mayor simbolismo es un acierto de esperanza y de cambio de rumbos.
“Mi Novia es la Revolución” es uno de eso trabajos que deben verse, enamorarse de él, sufrir con él, soñar. Un coming age que se enfoca en el mundo femenino donde la anarquía y la revolución alcanzan otros significados, donde se siente con honestidad lo que se refleja en pantalla.